# Fageia clara
Fageia clara is een spinnensoort in de taxonomische indeling van de renspinnen (Philodromidae).
Het dier behoort tot het geslacht Fageia. De wetenschappelijke naam van de soort werd voor het eerst geldig gepubliceerd in 1937 door Cândido Firmino de Mello-Leitão.